# 18193 Hollilydrury
18193 Hollilydrury è un asteroide della fascia principale. Scoperto nel 2000, presenta un'orbita caratterizzata da un semiasse maggiore pari a 2,4702091 UA e da un'eccentricità di 0,1575881, inclinata di 4,04661° rispetto all'eclittica.